# سياسة التغير المناخي في الولايات المتحدة
أُشير إلى التغير المناخي العالمي أول مرة في سياسة الولايات المتحدة الأمريكية في مطلع العقد السادس من القرن التاسع عشر. تعرف وكالة حماية البيئة التغير المناخي بأنه: «كل تغير ملحوظ في المناخ يمتد تأثيره فترةً طويلةً من الزمن». يشمل التغير المناخي تغيرات ضخمةً في الحرارة والتهطال وأنماط الرياح، وله آثار أخرى تحدث كل عدة عقود أو أكثر. تحولت سياسة التغير المناخي سريعًا في الولايات المتحدة الأمريكية في العقدين الأخيرين، وما زالت تتطور على المستويين الولائي والاتحادي. أشعلت سياسات الاحترار العالمي والتغير المناخي استقطابًا بين بعض الأحزاب السياسية ومنظمات أخرى. تركز هذه المقالة على سياسة التغير المناخي في الولايات المتحدة الأمريكية، وعلى مطالعة مواقف الأحزاب المختلفة تجاهها وآثار هذه المواقف في صناعة السياسات وآثار العدالة البيئية.

## السياسة الفدرالية

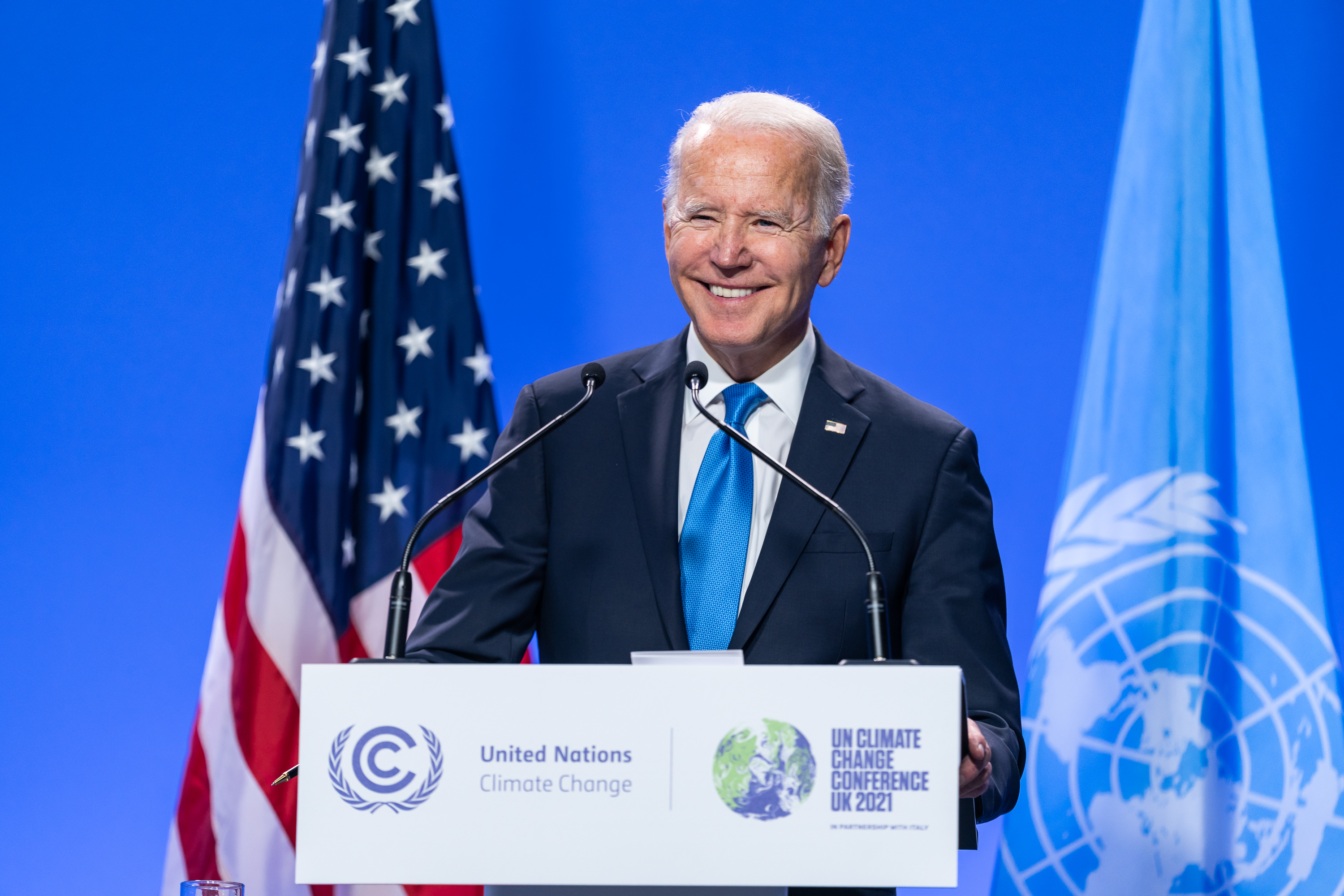
الرئيس جو بايدن في مؤتمر التغير المناخي في الولايات المتحدة عام 2021

### القانون الدولي
على الرغم من أن الولايات المتحدة الأمريكية موقعة على اتفاقية كيوتو، فإنها لا أقرتها ولا انسحبت منها. عام 1997، صوّت مجلس الشيوخ بالإجماع على قرار بيرد هيغل، الذي وضح أن توقيع الولايات المتحدة على اتفاقية كيوتو لم يكن في نية مجلس الشيوخ. عام 2001، قالت مستشارة الأمن القومي كونداليزا رايز إن الاتفاقية «غير مقبولة عند الإدارة ولا عند الكونغرس».
لم تقر الولايات المتحدة ولا كازاخستان اتفاقية كيوتو. ولا تكون الاتفاقية ملزِمة في الولايات المتحدة حتى تقر. لم يقر الاتفاقية أيٌّ من الرؤساء بيل كلينتون وجورج دبليو بوش وباراك أوباما.
في أكتوبر عام 2003، نشر البنتاغون تقريرًا عنوانه «سيناريو تغير مناخي حاد وآثاره على الأمن القومي للولايات المتحدة الأمريكية»، كتب هذا التقرير بيتر شورتز ودوغ راندول.  ختم الكاتبان بالقول، «يقترح هذا التقرير أن يصل خطر التغير المناخي الحاد من النقاش العلمي إلى دوائر الأمن القومي للولايات المتحدة الأمريكية، بسبب نتائجه الفظيعة المحتملة، وإن كانت احتمالًا غير مؤكد وضئيلًا».

### الكونغرس
في أكتوبر عام 2003 ومرةً أخرى في يونيو عام 2005، لم يقر مجلس الشيوخ قانون ماكين ليبرمان لإدارة المناخ. في تصويت عام 2005، عارض الجمهوريون مشروع القانون 49-6، أما الديمقراطيون فدعموه 37-10.
في يناير عام 2007، صرحت رئيسة مجلس النواب الديمقراطي نانسي بيلوسي أنها ستشكل لجنةً فرعية في الكونغرس لاختبار الاحترار العالمي. قال السيناتور جو ليبرمان: «أنا متحمس لنفعل شيئًا حيال الأمر، وإنه لمن الصعب ألا يرى المرء أن سياسات التغير المناخي تتغير وأن إجماعًا جديدًا ينشأ لدعم القرار، إجماعٌ يؤيده الحزبان». اقترح السيناتوران بيرني ياندرز وباربارا بوكسر قانون الحد من تلوث الاحترار العالمي في 15 يناير عام 2007. يقدم مشروع القانون تمويلًا للبحث والتطوير في شأن العزل الجيولوجي لثنائي أكسيد الكربون، ويضع قيودًا على انبعاثات المركبات الجديدة ويفرض الوقود المتجدد بديلًا عن البنزين بدءًا من 2016، ويؤسس معايير جديدة فعالة ومتجددة بدءًا من 2008 ومعايير كهربائية منخفضة الكربون بدءًا من 2016، ويتطلب تقييمات دورية تجريها الأكاديمية الوطنية للعلوم لتحدد بلوغ الأهداف من ناحية تقليل الانبعاثات. لكن مشروع القانون أخفق. أخفق أيضًا مشروعان آخران: قانون حماية المناخ وقانون الطاقة المستدامة، إذ اقتُرِحا في 14 فبراير عام 2013.
أقر مجلس النواب قانون الطاقة النظيفة الأمريكية والأمن في 6 يونيو عام 2009، بتصويت 219–212، ولكن مجلس الشيوخ لم يمرر المشروع.
في مارس عام 2011، قدم الجمهوريون مشروع قانون إلى الكونغرس الأمريكي يمنع وكالة الحماية البيئية من تقنين الغازات الدفيئة بوصفها ملوثات. لم تزَل وكالة الحماية البيئية إلى اليوم (يوليو 2012) تشرف على تقنين الغازات الدفيئة حسب قانون الهواء النظيف.

## مواقف الأحزاب السياسية ومنظمات سياسية أخرى
في الحملات الانتخابية الرئاسية عام 2016، بين كل من الحزبين الرئيسين موقفًا من قضية الاحترار العالمي وسياسة التغير المناخي. يسعى الديمقراطيون إلى تطوير سياسات تكبح الآثار السلبية للتغير المناخي. أما الحزب الجمهوري، الذي طالما أنكر قادته وجود الاحترار العالمي، فلم يزَل يحقق أهدافه في توسيع الصناعات الكهربائية وكبح جهود وكالة الحماية البيئية. أما الأحزاب الأخرى، كالحزب الأخضر والحزب الليبرتاري وحزب الدستور، فلكل منهم موقفه المختلف الذي يحافظ عليه طويلًا ليؤثر على أعضاء الحزب.

### الحزب الديمقراطي
في برنامجه الانتخابي عام 2016، اتخذ الحزب الديمقراطي موقفًا من التغير المناخي بوصفه «تهديدًا طارئًا وتحديًا يُعرَف به عصرُنا». يسعى الديمقراطيون إلى «كبح آثار التغير المناخي، وحماية الموارد الطبيعية الأمريكية، وضمان جودة الهواء والأرض لأجيال اليوم والغد».
في شأن التغير المناخي، يؤمن الحزب الديمقراطي أن «ثنائي أكسيد الكربون والميثان والغازات الدفيئة الأخرى كلها يجب أن تسعَر سعرًا يعكس آثارها السلبية، ويسرع عملية التحول إلى اقتصاد الطاقة النظيفة حتى نبلغ أهدافنا المناخية». يلتزم الديمقراطيون أيضًا بـ«تطبيق وتوسيع معايير ذكية للتلوث والكفاءة، منها خطة الطاقة النظيفة، ومعايير اقتصاد نفطي جديدة للسيارات والشاحنات، وأكواد بناء وتطبيق هذه المعايير».
يركز الديمقراطيون على أهمية العدالة البيئية. يدعو الحزب إلى الانتباه إلى قضايا العنصرية البيئية إذ إن التغير المناخي يؤثر بطريقة لا متساوية على ذوي الدخل القليل والأقليات والمجتمعات القبلية والقرى الأصلية في ألاسكا. يؤمن الحزب أن «الهواء النظيف والماء النظيف حقان أساسيان لكل أمريكي».

### الحزب الجمهوري
في الحزب الجمهوري آراء متنوعة حيال التغير المناخي. أنكر آخر برنامج انتخابي جمهوري وجود التغير المناخي ورفض جهود العلماء في كبح الاحترار العالمي.
أيد الرئيس باراك أوباما سلسلة من قوانين وكالة الحماية البيئية في عام 2014، عُرفت بخطة الطاقة النظيفة، ومن شأن هذه الخطة أن تقلل التلوث الكربوني الصادر من محطات الطاقة التي تعمل بالفحم. عدّ الحزب الجمهوري هذه الجهود «حربًا على الفحم»، وعارضها معارضةً كبيرة. يدافع الحزب الجمهوري عن بناءً أنبوب كيستون إكس إل، وإلغاء تقنين ضريبة الكربون، وإيقاف كل القوانين الشديدة.
صرح الرئيس الخامس والأربعون للولايات المتحدة الأمريكية دونالد ترامب أن «التغير المناخي خدعة صنعها الصينيون من أجل أنفسهم». في حملته السياسية، لام ترامب الصين على قلة مساعدتها للبيئة على الأرض، وبدا أنه بتجاهل كثيرا من المشاريع التي أقامتها الصين لإبطاء الاحترار العالمي. ولئن كان يمكن تأويل كلمات ترامب بأنها خطة في حملته لكسب الناخبين، فإنها شدت اهتمام اليساريين من أجل العدالة البيئية.
من 2008 حتى 2017، تحول الحزب الجمهوري من «نقاشِ كيفية محاربة التغير المناخي الذي يسببه الإنسان إلى إنكار وجود هذا التغير أصلا»، تقول صحيفة النيويورك تايمز. في عام 2011، «قال أكثر من نصف الجمهوريين في المجلس وثلاثة قادة من السيناتورات الجمهوريين إن تهديد الاحترار العالمي –بوصفه ظاهرة خطيرة من صنع الإنسان– ما هو إلا –إذا أحسنا الظن– مبالغة، أما إذا أسأناه، فخدعة مفضوحة»، كما ذكر جوديث وارنر في مجلة النيويورك تايمز. في عام 2014، كان أكثر من 55% من أعضاء الكونغرس الجمهوريين منكرين للتغير المناخي، وفقًا لـإن بي سي نيوز. وفقًا لمشروع بوليتيفاكت في مايو 2014، «فإن قلة نادرة من الجموريين في الكونغرس يقبلون قول جمهور العلماء القاضي بأن الاحترار العالمي تلقائي من جهة، ويثيره الإنسان من جهة أخرى، وهم ثمانية من 278، أي نحو 3 بالمئة». في دراسة أجراها مركز تمويل عمل التقدم الأمريكي عن إنكار التغير المناخي في كونغرس الولايات المتحدة الأمريكية، وجد أن 180 عضوًا في الكونغرس يرفضون العلم الذي تقوم عليه مسألة التغير المناخي، كلهم جمهوريون.
في عام 2019، انشق بعض المشرعين الجمهوريين ليدعموا إقرار قانون للتغير المناخي، ولكن بحلول تعتمد على السوق لا على التشريعات الحكومية، وبدأت مجموعات من الشباب الجمهوريين جهودًا من أجل استجابةٍ سياسية للتغير المناخي.
ناصر الحزب الجمهوري بعض مبادرات الطاقة، منها: فتح الأراضي العامة والمحيط من أجل التنقيب عن النفط، وتصاريح التنقيب السريع عن النفط والغاز، والتكسير الهيدروليكي. ويدعم الحزب أيضًا إسقاط «التقييدات للسماح بتطوير مسؤول للطاقة النووية».